# 内蒙西风芹
内蒙西风芹（学名：Seseli intramongolicum）是伞形科西风芹属的植物，为中国的特有植物。分布在中国大陆的内蒙古、甘肃、宁夏等地，生长于海拔1,500米至2,200米的地区，常生于山坡干燥地和石隙中，目前尚未由人工引种栽培。

## 别名
内蒙邪蒿（内蒙古植物志）